# 바타비아 유니온 FC
바타비아 유니온 FC(Batavia Union Football Club)는 북쪽 자카르타 자카르타에 연고를 둔 인도네시아의 축구단이다. 리가 인도네시아 프리미어리그에 소속되어 있었다.

## 같이 보기
- 페르시타라 자카르타 우타라